# Georges Pelgrims
Georges Pelgrims foi um futebolista belga, medalhista olímpico.
Georges Pelgrims competiu nos Jogos Olímpicos de Verão de 1900 em Paris. Ele ganhou a medalha de bronze como membro do Université de Bruxelles, que representou a Bélgica nos Jogos, foi o capitão da equipe.